# ネズミシメジ
ネズミシメジ（鼠湿地・鼠占地、学名: Tricholoma virgatum）は、キシメジ科キシメジ属の小型から中型のキノコ（菌類）。和名の由来は、傘の色がネズミ色であるところから来ている。傘は開いても先が少し尖っていることが特徴。

## 生態
夏から秋にかけて、モミ、アカマツ、ツガなどの針葉樹林に発生する。ときにブナ林に発生することもある。発生場所からシモフリシメジと混同されることがあるが、ネズミシメジは有毒であり食用とはならない。

## 形態
傘の表面はネズミ色で、灰黒色の放射状繊維紋がある。傘は直径4 - 8センチメートル (cm) で、小型から中型。はじめ傘の縁が内側に巻き、中央が突出した円錐型、成長すると開くが中央部は突出した形状が維持される。傘の裏のヒダは、はじめ白色、成長すると灰白色で、柄に対して湾生する。
柄の長さは6 - 9 cm。表面は白色で、白色から灰色の繊維紋がある。上下同大である事が多いが、基部がやや太くなることがある。肉は傘肉が灰色を帯びた白色、柄の肉は白色で、苦味と辛みがある。

## 中毒
独特の苦み、辛みがあるとされる。毒成分は不明であるが、食後30分から3時間ほどで、嘔吐、下痢、腹痛など胃腸系の中毒を起こす。ひどいときは、けいれん、脱水症状、アシドーシス、ショック症状などを引き起こす。

## 似ているキノコ
食茸のシモフリシメジ（Tricholoma portentosum、キシメジ科）とよく似ており誤認される場合があるが、ネズミシメジは、ネズミ色の傘と味の違いにより明確に区別することができるといい、少しかじってみると、辛さと苦さがあり食材になり得ないことがわかるといわれる。なお、一口かじって吐き出せば、中毒を起こすことはほぼないとされる。